# D-Sides
D-Sides – dwupłytowa składanka b-side'ów oraz remix'ów utworów z drugiego studyjnego albumu zespołu Gorillaz – Demon Days. Album został wydany 19 listopada 2007 w Wielkiej Brytanii i 20 listopada w Stanach Zjednoczonych i jest dostępny w wersjach standard oraz deluxe. Japońska edycja standardowa otrzymała dwa dodatkowe utwory, podczas gdy jej wersja deluxe jest ich pozbawiona.
Stworzeniem widniejącym na okładce albumu jest Pazuzu, król demonów wiatru w mitologii sumeryjskiej.

## Lista utworów
CD 1
1. „68 State” – 4:48
2. „People” – 3:28
3. „Hongkongaton” – 3:34
4. „We Are Happy Landfill” – 3:39
5. „Hong Kong” – 7:15
6. „Highway (Under Construction)” – 4:18
7. „Rock It” – 3:30
8. „Bill Murray” – 3:53
9. „The Swagga” – 4:58
10. „Murdoc Is God” – 2:26
11. „Spitting Out the Demons” – 5:10
12. „Don't Get Lost in Heaven” (oryginalna wersja dema) – 2:30
13. „Stop the Dams” – 5:40
14. „Samba at 13” – 6:23 (tylko w wersji japońskiej)
15. „Film Trailer Music” – 2:36 (tylko w wersji japońskiej)

- "Rock It” dołączony teledysk (tylko w wersji japońskiej)

CD 2
1. „DARE” (DFA Remix) – 12:14
2. „Feel Good Inc.” (Stanton Warriors Remix) – 7:24
3. „Kids with Guns” (Jamie T's Turns to Monsters Mix) – 4:22
4. „DARE” (Soulwax Remix) – 5:42
5. „Kids with Guns” (Hot Chip Remix) – 7:09
6. „El Mañana” (Metronomy Remix) – 5:44
7. „DARE” (Junior Sanchez Remix) – 5:26
8. „Dirty Harry” (Schtung Chinese New Year Remix) – 3:53
9. „Kids with Guns” (Quiet Village Remix) – 10:08
10. „Hong Kong” (Live At Manchester Opera House) – 6:35 (tylko w wersji japońskiej)